# Finale della UEFA Europa League 2019-2020
La finale dell'11ª edizione della Europa League si è disputata il 21 agosto 2020 in Germania, al RheinEnergieStadion di Colonia, tra gli spagnoli del Siviglia e gli italiani dell'Inter.
La finale si sarebbe dovuta giocare allo Stadio Energa Gdańsk di Danzica il 27 maggio 2020, ma, a causa della pandemia di COVID-19 in Europa, è stata spostata al RheinEnergieStadion di Colonia — uno dei quattro stadi tedeschi, assieme alla Schauinsland-Reisen-Arena di Duisburg, alla Merkur Spiel-Arena di Düsseldorf e alla Veltins-Arena di Gelsenkirchen, che ha ospitato la final eight del torneo — e si è disputata a porte chiuse.
I vincitori, gli spagnoli del Siviglia, al sesto successo e record assoluto nella manifestazione, hanno ottenuto il diritto di giocare contro i vincitori della UEFA Champions League 2019-2020, i tedeschi del Bayern Monaco, nella Supercoppa UEFA 2020. Allo stesso tempo, si sono qualificati per la fase a gironi della UEFA Champions League 2020-2021.

## Le squadre
| Squadre  | Partecipazioni precedenti (il grassetto indica la vittoria) |
| -------- | ----------------------------------------------------------- |
| Siviglia | 5 (2006, 2007, 2014, 2015, 2016)                            |
| Inter    | 4 (1991, 1994, 1997, 1998)                                  |

## Antefatti
La finale del 2020 è il primo incontro in competizioni UEFA tra Siviglia e Inter. Per gli spagnoli si tratta della sesta presenza nell'atto conclusivo del torneo, dopo aver vinto tutte le cinque finali disputate rispettivamente nel 2006, 2007, 2014, 2015 e 2016, mentre per l'allenatore Julen Lopetegui è la prima apparizione in assoluto. Per gli italiani si tratta invece della quinta finale nella manifestazione, dopo quelle vinte nel 1991, 1994 e 1998, più quella persa nel 1997, mentre il tecnico Antonio Conte è anch'egli all'esordio assoluto in panchina.

## Sede
Questa è stata la prima finale di UEFA Europa League ospitata dallo stadio, che era stato già utilizzato come sede durante il campionato europeo di calcio 1988 e il campionato del mondo 2006.

### Selezione della sede
È stato indetto un bando libero dalla UEFA il 22 settembre 2017 per selezionare le sedi delle finali di UEFA Champions League, UEFA Europa League e UEFA Women's Champions League del 2020. Le federazioni hanno avuto tempo fino al 31 ottobre 2017 per esprimere il loro interesse, e i fascicoli delle candidature dovevano essere presentati entro il 1º marzo 2018. Non è stato permesso di partecipare al bando per la finale della UEFA Europa League 2020 alle federazioni che avevano ospitato le partite di UEFA Euro 2020.
Il 3 febbraio 2017 la UEFA ha annunciato che due federazioni avevano espresso il proprio interesse, presentando la candidatura ufficiale.
| Paese      | Stadio                | Città   | Capacità | Note                                                  |
| ---------- | --------------------- | ------- | -------- | ----------------------------------------------------- |
| Polonia    | Stadion Energa Gdańsk | Danzica | 43 615   |                                                       |
| Portogallo | Estádio do Dragão     | Porto   | 50 033   | Candidato anche per la finale di Supercoppa UEFA 2020 |

Lo Stadion Energa Gdańsk è stato selezionato dal Comitato Esecutivo UEFA durante la riunione di Kiev del 24 maggio 2018.
Il 17 giugno 2020 il Comitato Esecutivo UEFA ha annunciato lo spostamento della sede della finale dallo Stadion Energa Gdańsk di Danzica al RheinEnergieStadion di Colonia, a causa della pandemia di COVID-19 in Europa.

## Il cammino verso la finale

### Siviglia
Il Siviglia di Julen Lopetegui viene inserito nel gruppo A con i ciprioti dell'APOEL, gli azeri del Qarabağ e i lussemburghesi del F91 Dudelange. Nell'incontro d'esordio, gli spagnoli battono per 3-0 in trasferta il Qarabağ, prima di imporsi anche in casa per 1-0 sull'APOEL; nella doppia sfida contro l'F91 Dudelange arrivano altre due vittorie, un 3-0 interno e un 5-2 esterno. Il girone si chiude con un ulteriore trionfo casalingo per 2-0 a discapito degli azeri ed una sconfitta in trasferta per 1-0 ad opera dei ciprioti, che determinano il primo posto in classifica con 15 punti conquistati, frutto appunto di cinque successi ed una sola sconfitta.
Nei sedicesimi di finale, il Siviglia è sorteggiato contro i rumeni del CFR Cluj, eliminandoli grazie alla regola dei gol in trasferta sul risultato complessivo di 1-1 nel doppio confronto, ottenuto in virtù del pareggio per 1-1 alla Cluj Arena nella gara d'andata e di quello per 0-0 nel match di ritorno allo stadio Ramón Sánchez-Pizjuán. Agli ottavi di finale, posticipati nel mese di agosto per via della pandemia di COVID-19, gli spagnoli battono per 2-0 gli italiani della Roma in partita unica alla MSV Arena di Duisburg (decidono le reti di Sergio Reguilón e Youssef En-Nesyri). Ai quarti di finale, gli andalusi incontrano gli inglesi del Wolverhampton, superandoli per 1-0 a Duisburg con il gol di Lucas Ocampos. Nelle semifinali, i Rojiblancos affrontano un'altra compagine inglese, il Manchester Utd, sconfiggendolo per 2-1 al RheinEnergieStadion di Colonia grazie alle marcature di Suso e Luuk de Jong. Per gli iberici si tratta della sesta finale nella manifestazione (record), a distanza di quattro anni dall'ultima disputata.

### Inter
L'Inter di Antonio Conte è inserita nel gruppo F di Champions League insieme agli spagnoli del Barcellona, ai tedeschi del Borussia Dortmund e ai cechi dello Slavia Praga. Nella partita di debutto, gli italiani pareggiano in casa per 1-1 contro lo Slavia Praga, prima di essere sconfitti in trasferta per 2-1 dal Barcellona; nella doppia sfida contro il Borussia Dortmund arrivano una vittoria interna per 2-0 ed una sconfitta esterna per 3-2. Il girone si completa con un successo in trasferta per 3-1 a discapito dei cechi ed una battuta d'arresto casalinga per 2-1 ad opera degli spagnoli, che sanciscono il terzo posto in classifica con 7 punti conquistati, derivanti appunto da due trionfi, un pari e tre sconfitte, ed il conseguente ripescaggio in Europa League.
Nei sedicesimi di finale, l'Inter viene sorteggiata contro i bulgari del Ludogorec, eliminati con un risultato complessivo di 4-1 tra andata, vinta per 2-0 in trasferta, e ritorno, trionfo per 2-1 in casa. Agli ottavi di finale, posticipati nel mese di agosto a causa della pandemia di COVID-19, gli italiani superano per 2-0 gli spagnoli del Getafe in gara unica alla Veltins Arena di Gelsenkirchen (decidono le marcature di Romelu Lukaku e Christian Eriksen). Ai quarti di finale, i meneghini incrociano i tedeschi del Bayer Leverkusen, battendoli per 2-1 alla Merkur Spiel-Arena di Düsseldorf con i gol di Romelu Lukaku e Nicolò Barella. Nelle semifinali, i Nerazzurri affrontano gli ucraini dello Šachtar, liquidandoli con un roboante 5-0 a Düsseldorf grazie alla rete di Danilo D'Ambrosio e alle rispettive doppiette di Lautaro Martínez e Romelu Lukaku. Per i lombardi si tratta della quinta finale nella competizione, a ventidue anni di distanza dall'ultima disputata.

### Tabella riassuntiva del percorso
Note: In ogni risultato sottostante, il punteggio della finalista è menzionato per primo. (C: Casa; T: Trasferta; N: Neutro)
| Squadra       | Pt | G |
| ------------- | -- | - |
| Siviglia      | 15 | 6 |
| APOEL         | 10 | 6 |
| Qarabağ       | 5  | 6 |
| F91 Dudelange | 4  | 6 |

| Squadra           | Pt | G |
| ----------------- | -- | - |
| Barcellona        | 14 | 6 |
| Borussia Dortmund | 10 | 6 |
| Inter             | 7  | 6 |
| Slavia Praga      | 2  | 6 |

## La partita

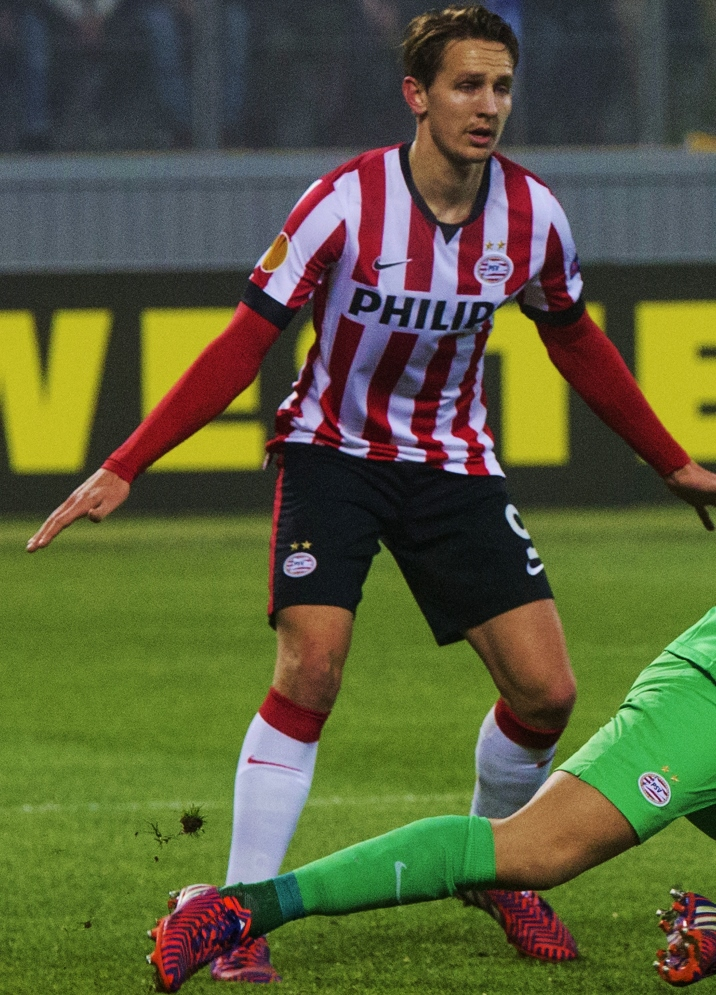
Luuk de Jong, autore di una cruciale doppietta e premiato come MVP della finale.

L'allenatore dei biancorossi Lopetegui schiera la squadra con il 4-3-3: i terzini sono il capitano Navas e Reguilón mentre al centro agisce la coppia Koundé-Diego Carlos; a centrocampo Fernando è il mediano davanti alla difesa, con ai suoi lati Jordán e Banega; il tridente offensivo è formato da Suso e Ocampos a supporto di de Jong, preferito a En-Nesyri come centravanti. Il tecnico dei nerazzurri Conte conferma il 3-5-2: il terzetto di difensori è composto da Godín, de Vrij e Bastoni; sulle fasce agiscono D'Ambrosio e Young, mentre in mediana Brozović è affiancato da Barella e Gagliardini; in attacco la prolifica coppia Lukaku-Martínez.
La partita entra subito nel vivo con il gol del vantaggio interista già al 5': Lukaku, lanciato in contropiede, viene fermato fallosamente in area di rigore da Diego Carlos e l'arbitro Makkelie concede il penalty, trasformato dallo stesso attaccante belga. Gli spagnoli, nonostante lo svantaggio, non demordono e anzi iniziano a macinare gioco. Al 12', dopo una serie di scambi, il capitano Navas crossa dalla fascia destra e serve de Jong, che anticipa Godín al centro dell'area e batte di testa Handanovič in tuffo. Al 33' è ancora il Siviglia ad andare in gol: Banega su punizione trova la testa di de Jong, che sovrasta Gagliardini e supera per la seconda volta Handanovič. Passano solo tre minuti e l'Inter pareggia: punizione di Brozović che pesca in area Godín, con l'uruguaiano che, di testa, trafigge Bounou. Nel recupero del primo tempo Ocampos colpisce di testa su punizione di Banega, ma il portiere interista alza la palla sopra la traversa.
Il secondo tempo vede le squadre affrontarsi a ritmi più bassi. Gagliardini, dopo qualche minuto, ha sul piede destro un'occasione da buona posizione, ma Jordán in scivolata gli respinge il tiro. L'occasione più grande per l'Inter arriva poco prima della metà della frazione, quando Lukaku viene lanciato verso Bounou da Barella, ma il tiro dell'attaccante belga è fermato dal portiere biancorosso in uscita bassa. L'errore dei nerazzurri è punito al 74': punizione di Banega respinta da Godín, Diego Carlos colpisce in rovesciata sullo spiovente e Lukaku insacca nella propria porta. I nerazzurri provano a trovare il pareggio prima con Sánchez, che si vede respingere il tiro sulla linea da Koundé, e poi nel recupero con Candreva, la cui girata da dentro l'area è stoppata da Bounou, ma senza successo.

## Tabellino

### Dettagli
La squadra "di casa" (ai fini amministrativi) è stata determinata da un sorteggio aggiuntivo effettuato dopo il sorteggio delle semifinali.
| Arbitro: | Danny Makkelie |

|                                    |           |                            |
| de Jong 12’, 33’ Lukaku 74’ (aut.) | Marcatori | 5’ (rig.) Lukaku 36’ Godín |

| Siviglia | Inter |

| P               | 13 | Yassine Bounou    |     |     |
| D               | 16 | Jesús Navas       |     |     |
| D               | 12 | Jules Koundé      |     |     |
| D               | 20 | Diego Carlos      | 4’  | 86’ |
| D               | 23 | Sergio Reguilón   |     |     |
| C               | 24 | Joan Jordán       |     |     |
| C               | 25 | Fernando          |     |     |
| C               | 10 | Éver Banega       | 45’ |     |
| A               | 5  | Lucas Ocampos     |     | 71’ |
| A               | 19 | Luuk de Jong      |     | 85’ |
| A               | 41 | Suso              |     | 77’ |
| A disposizione: |    |                   |     |     |
| P               | 1  | Tomáš Vaclík      |     |     |
| P               | 31 | Javier Díaz       |     |     |
| D               | 3  | Sergi Gómez       |     |     |
| D               | 18 | Sergio Escudero   |     |     |
| D               | 36 | Genaro Rodríguez  |     |     |
| D               | 40 | Pablo Pérez       |     |     |
| C               | 17 | Nemanja Gudelj    |     | 86’ |
| C               | 21 | Óliver Torres     |     |     |
| C               | 22 | Franco Vázquez    |     | 77’ |
| A               | 11 | Munir             |     | 71’ |
| A               | 28 | José Lara         |     |     |
| A               | 51 | Youssef En-Nesyri |     | 85’ |
| Allenatore:     |    |                   |     |     |
| Julen Lopetegui |    |                   |     |     |

| P               | 1             | Samir Handanovič    |     |     |
| D               | 2             | Diego Godín         |     | 90’ |
| D               | 6             | Stefan de Vrij      |     |     |
| D               | 95            | Alessandro Bastoni  | 55’ |     |
| C               | 33            | Danilo D'Ambrosio   |     | 78’ |
| C               | 23            | Nicolò Barella      | 41’ |     |
| C               | 77            | Marcelo Brozović    |     |     |
| C               | 5             | Roberto Gagliardini | 73’ | 78’ |
| C               | 15            | Ashley Young        |     |     |
| A               | 9             | Romelu Lukaku       |     |     |
| A               | 10            | Lautaro Martínez    |     | 78’ |
| A disposizione: |               |                     |     |     |
| P               | 27            | Daniele Padelli     |     |     |
| D               | 13            | Andrea Ranocchia    |     |     |
| D               | 31            | Lorenzo Pirola      |     |     |
| D               | 34            | Cristiano Biraghi   |     |     |
| D               | 37            | Milan Škriniar      |     |     |
| C               | 11            | Victor Moses        |     | 78’ |
| C               | 12            | Stefano Sensi       |     |     |
| C               | 20            | Borja Valero        |     |     |
| C               | 24            | Christian Eriksen   |     | 78’ |
| C               | 87            | Antonio Candreva    |     | 90’ |
| A               | 7             | Alexis Sánchez      |     | 78’ |
| A               | 30            | Sebastiano Esposito |     |     |
| Allenatore:     |               |                     |     |     |
| Antonio Conte   | Antonio Conte | Antonio Conte       | 18’ |     |

|  | Regole - 90 minuti - 30 minuti di tempi supplementari se necessario. - Tiri di rigore se il punteggio persiste in pareggio. - Dodici sostituti indicati. - Massimo di cinque sostituzioni, con una sesta consentita nei tempi supplementari. |